# Kozietuły
Kozietuły – wieś w Polsce położona w województwie mazowieckim, w powiecie grójeckim, w gminie Mogielnica, nad Rykolanką.
W latach 1975–1998 miejscowość administracyjnie należała do województwa radomskiego. 
Wieś szlachecka położona była w drugiej połowie XVI wieku w powiecie grójeckim ziemi czerskiej województwa mazowieckiego.
W pobliżu wsi znajduje się dawny przystanek kolejowy Kozietuły na linii Kolei Grójeckiej, który od 1917 do 1988 roku obsługiwał rozkładowy ruch pasażerski.